# Kavaktepe
Kavaktepe (türkisch für Pappel-Hügel) ist ein Dorf (Köy) im Landkreis Mazgirt der türkischen Provinz Tunceli. Im Jahr 2011 lebten in Kavaktepe 27 Menschen.